# Ape (Lettland)
Ape (deutsch Hoppenhof, estnisch Hopa) ist eine Stadt im Norden Lettlands an der Grenze zu Estland.

## Geschichte
1420 wurde die Familie Hoppe mit dem Gebiet belehnt. Unter dem Gutsbesitzer Axel von Delwig setzte Ende des 19. Jahrhunderts ein starker Aufschwung ein. Nach 1903 war hier eine Bahnstation an der Kleinbahnlinie Walk – Marienburg (siehe: Bahnstrecke Gulbene–Alūksne). 1928 wurden Stadtrechte gewährt. Nach dem Zweiten Weltkrieg wurde Industrie angesiedelt. 2016 waren 953 Einwohner in Ape gemeldet.
2009 schloss sich die Stadt mit vier umliegenden Gemeinden zum Bezirk Ape zusammen, der 2021 im Bezirk Smiltene aufging.

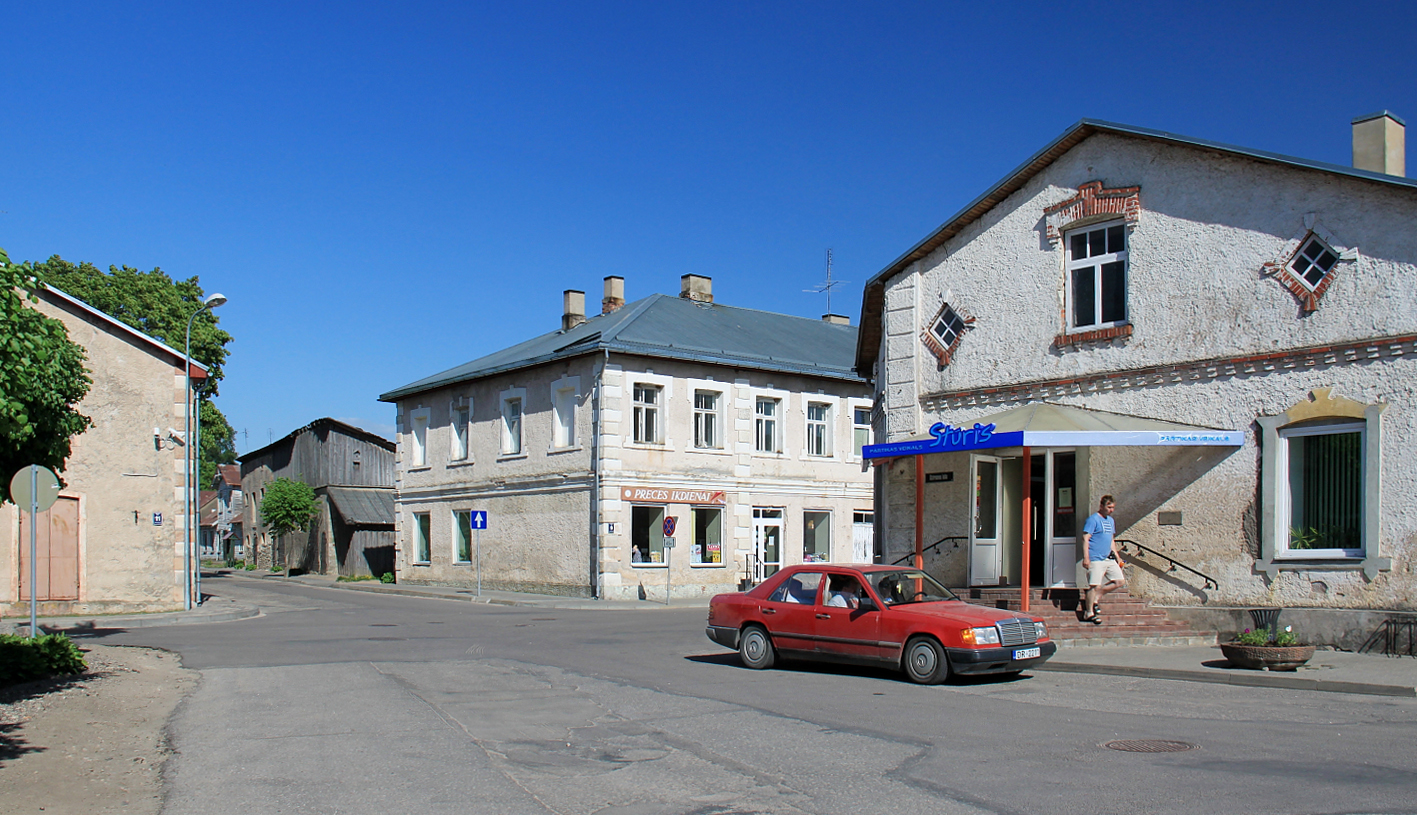

## Veranstaltungen
In Ape findet heutzutage alljährlich ein Motocross-Rennen statt.

## Söhne und Töchter der Stadt
- Paul von Rautenfeld (1865–1957), Zollbeamter, Ethnologe und Zoologe
- Andris Šķēle (* 1958), Unternehmer und Politiker

## Ape bzw. Gut Hoppenhof in der Belletristik
- Pauls Bankovskis: Zudušais (Das Schwindende). Erzählung, entstanden 2015 im Rahmen des Latvijas-Televīzija-Projekts „Viens ciems. Visa Latvija“ (Ein Dorf. Ganz Lettland), ausschließlich online auf lsm.lv (lettisch).
- Barbara Pauli (geb. Freiin von Tiesenhausen): Gut Hoppenhof. Ein kleines baltisches Vermächtnis. C. A. Starke, Limburg an der Lahn 1989, ISBN 3-7980-0529-X.